# Time Cut
Time Cut is een Amerikaanse sciencefiction slasher-film uit 2024, geregisseerd door Hannah MacPherson. De hoofdrollen worden vertolkt door Madison Bailey, Antonia Gentry en Griffin Gluck.

## Verhaal
De tiener Lucy reist van 2024 naar 2003 om een seriemoordenaar te stoppen die haar zus Summer om het leven heeft gebracht. Samen met Quinn, een natuurkundig genie, tracht Lucy om haar zus Summer te reden en haar eigen toekomst veilig te stellen.

## Rolverdeling
| Acteur           | Personage    |
| ---------------- | ------------ |
| Madison Bailey   | Lucy Field   |
| Antonia Gentry   | Summer Field |
| Griffin Gluck    | Quinn        |
| Michael Shanks   | Gil Field    |
| Rachael Crawford | Kendra Field |
| Megan Best       | Emmy Golden  |
| Samuel Braun     | Ethan        |
| Sydney Sabiston  | Val Vaughn   |
| Kataem O'Connor  | Brian Palmer |

## Productie
In mei 2021 werd de film aangekondigd met een script geschreven door Michael Kennedy en Sono Panel onder regio van Hannah MacPherson. Madison Bailey en Antonia Gentry waren de eerste castleden die werden aangekondigd voor de film. De overige castleden werden aangekondigd tegelijkertijd met de verschijningsdatum van de film.
De opnames vonden plaats in Winnipeg, Canada tussen 21 juni en 28 juli 2021. De hoofdopnames begonnen uiteindelijk pas op 6 juli en eindigden in augustus 2021. De cinematografie werd gedaan door Tony Mirza en Halyna Hutchings.

## Release
Time Cut werd uitgebracht op Netflix op 30 oktober 2024.